# راس سنت دنیس
راس سنت دنیس (۲۰ ژانویه ۱۸۷۹ – ۲۱ ژوئیه ۱۹۶۸) از پیشگامان رقص مدرن بود که ایده‌های شرقی را به هنر معرفی می‌کرد. او یکی از بنیان‌گذاران مدرسه رقص آمریکایی دانیشاون و آموزگار چندین رقصنده قابل‌توجه است.

## زندگینامه

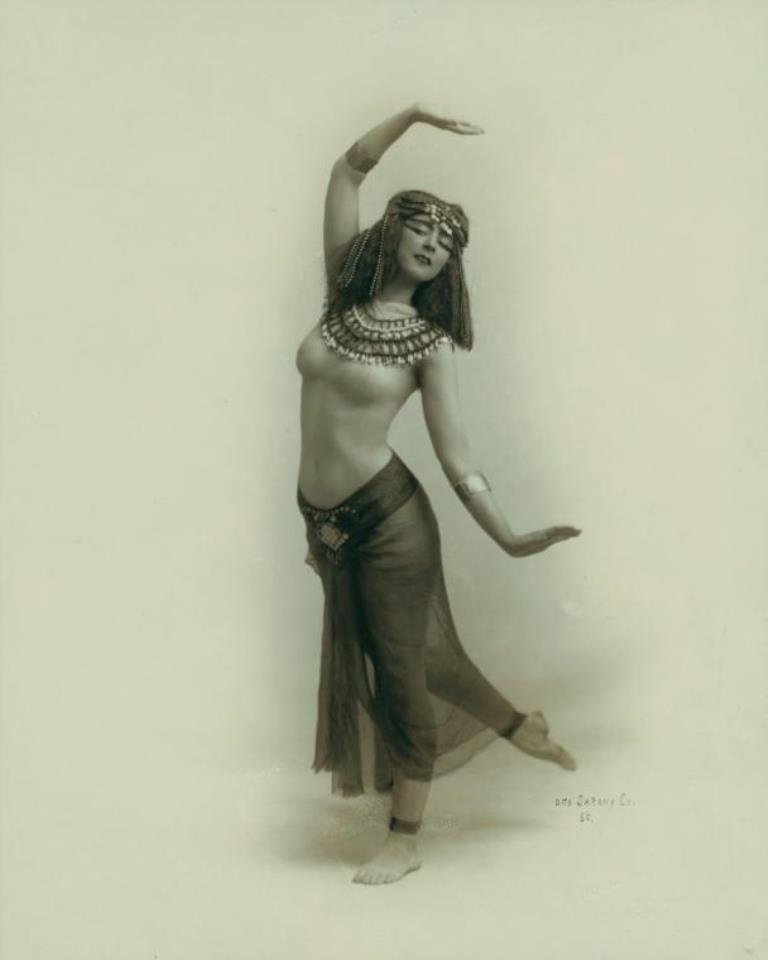
راس سنت دنیس وقتی تصویر یک الهه مصری (ایزیس) را روی تبلیغ یک سیگار دید، شروع به تعقیب کردن رقص آسیایی کرد. او به همراه شوهرش تد شاون به خاطر آثار شرقی خود مشهورند.

او در مزرعه کوچکی در نیوجرسی، جایی که مادرش او را وامی‌داشت به تمرینات بدنی توسعه یافته توسط فرانسوا دلسارته بپردازد، پرورش یافت. این تمرینات، نقطه آغاز تمرینات رقص او و ابزاری برای توسعه تکنیک‌های خود او در زندگی‌اش به‌شمار می‌آیند. در ۱۸۹۴ پس از سال‌ها تمرین کردن روی حالت‌های دلسارت، به عنوان رقصنده در تئاتر و موزه خانواده ورث مشغول به کار شد. پس از این شروع متواضعانه، او با کارگردان و تولیدکننده تحسین شده‌ای به نام دیوید بلاسکو شروع به برگزاری تورهایی کرد که صحنه آن به نام خودش، سنت دنیس، ساخته شده بود. در طول برگزاری تور با اثری از بلاسکو، به نام مادام دو باری در ۱۹۰۴، زندگی او دستخوش تغییر و تحول شد. او به همراه یکی از اعضای کمپانی بلاسکو در داروخانه‌ای در بوفالوی نیویورک بود که پوستر تبلیغاتی سیگار مصری دیتیز را دید. این پوستر حاوی تصویری از الهه مصری ایزیس بود که داخل معبدی به تخت نشسته بود.